# Journeyman (película)
Journeyman es una película británica de drama escrita y dirigida por Paddy Considine. Es protagonizada por Paddy Considine y Jodie Whittaker, con Paul Popplewell, Anthony Welsh y Tony Pitt.

## Sinopsis
El boxeador Matty Burton sufre una lesión importante en la cabeza durante una pelea. Esto tiene bastante impacto en su matrimonio, su vida y su familia. 

## Reparto
- Paddy Considine como Matty Burton.
- Jodie Whittaker como Emma Burton.
- Anthony Welsh como Andre Bryte.
- Paul Popplewell como Jackie.
- Tony Pitt como Richie.
- Steve Bunce como Buncey.

## Estreno
La película fue estrenada en el Reino Unido el 30 de marzo de 2018.

## Recepción
Journeyman  recibió reseñas generalmente positivas de parte de la crítica y de la audiencia. En el sitio web especializado Rotten Tomatoes, la película posee una aprobación de 85%, basada en 39 reseñas, con una calificación de 6.8/10, mientras que de parte de la audiencia tiene una aprobación de 72%, basada en más de 100 votos, con una calificación de 3.9/5.
El sitio web Metacritic le dio a la película una puntuación de 72 de 100, basada en 7 reseñas, indicando "reseñas generalmente favorables". Las audiencias encuestadas por CinemaScore le otorgaron a la película una "C" en una escala de A+ a F, mientras que en el sitio IMDb los usuarios le asignaron una calificación de 7.1/10, sobre la base de 4504 votos. En la página web FilmAffinity la cinta tiene una calificación de 5.9/10, basada en 270 votos.